# Ophthalmis rosenbergi
Ophthalmis rosenbergi är en fjärilsart som beskrevs av Felder 1868-1874. Ophthalmis rosenbergi ingår i släktet Ophthalmis och familjen nattflyn. Inga underarter finns listade i Catalogue of Life.